# Südafrikanische Cricket-Nationalmannschaft in Bangladesch in der Saison 2015
Die Tour der südafrikanischen Cricket-Nationalmannschaft nach Bangladesch in der Saison 2015 fand vom 5. Juli bis zum 3. August 2015 statt. Die internationale Cricket-Tour war Bestandteil der Internationalen Cricket-Saison 2015 und umfasste zwei Tests, drei ODIs und zwei Twenty20s. Bangladesch gewann die ODI-Serie 2–1 und Südafrika die Twenty20-Serie 2–0, während die Test-Serie 0–0 unentschieden endete.

## Vorgeschichte
Bangladesch bestritt zuletzt eine Tour gegen Indien, für Südafrika ist es die erste Tour der Saison. Das letzte Aufeinandertreffen der beiden Mannschaften bei einer Tour fand in der Saison 2008/09 in Südafrika statt.

## Stadien
Die folgenden Stadien wurden für die Tour als Austragungsort vorgesehen.
| Stadt      | Stadion                                | Kapazität | Spiele                            |
| ---------- | -------------------------------------- | --------- | --------------------------------- |
| Chittagong | Chittagong Divisional Stadium          | 20.000    | 1. Test, 3. ODI                   |
| Dhaka      | Sher-e-Bangla National Cricket Stadium | 26.000    | 2. Test; 1. & 2. ODI; 1. & 2. T20 |

## Kaderlisten
Südafrika benannte seine Kader am 27. Mai 2015.
Bangladesch benannte seinen Twenty20-Kader am 1. Juli, den ODI-Kader am 7. Juli und den Test-Kader am 12. Juli 2015.
| Test | Test | ODI | ODI | Twenty20 | Twenty20 |
| Bangladesch | Südafrika | Bangladesch | Südafrika | Bangladesch | Südafrika |
| --- | --- | --- | --- | --- | --- |
| - Mushfiqur Rahim (K) - Tamim Iqbal (VK) - Imrul Kayes - Jubair Hossain - Litton Das (wk) - Mahmudullah - Mohammad Shahid - Mominul Haque - Mustafizur Rahman - Nasir Hossain - Rubel Hossain - Shakib Al Hasan - Soumya Sarkar - Taijul Islam | - Hashim Amla (K) - Temba Bavuma - Dean Elgar - Reeza Hendricks - Quinton de Kock (wk) - Faf du Plessis - JP Duminy - Simon Harmer - Morne Morkel - Aaron Phangiso - Vernon Philander - Kagiso Rabada - Dale Steyn - Stiaan van Zyl - Dane Vilas | - Mashrafe Mortaza (K) - Shakib Al Hasan (VK) - Anamul Haque - Arafat Sunny - Jubair Hossain - Litton Das (wk) - Mahmudullah - Mushfiqur Rahim (wk) - Mustafizur Rahman - Nasir Hossain - Rubel Hossain - Sabbir Rahman - Soumya Sarkar - Tamim Iqbal | - Hashim Amla (K) - Kyle Abbott - Farhaan Behardien - Quinton de Kock (wk) - AB de Villiers - Faf du Plessis - Rilee Rossouw - JP Duminy - Ryan McLaren - David Miller - Chris Morris - Morne Morkel - Wayne Parnell - Aaron Phangiso - Kagiso Rabada - Imran Tahir | - Mashrafe Mortaza (K) - Shakib Al Hasan (VK) - Arafat Sunny - Jubair Hossain - Litton Das (wk) - Mushfiqur Rahim (wk) - Mustafizur Rahman - Nasir Hossain - Rony Talukdar - Rubel Hossain - Sabbir Rahman - Sohag Gazi - Soumya Sarkar - Tamim Iqbal | - Faf du Plessis (K) - Kyle Abbott - Quinton de Kock (wk) - AB de Villiers - JP Duminy - Beuran Hendricks - Eddie Leie - David Miller - Chris Morris - Wayne Parnell - Aaron Phangiso - Kagiso Rabada - Rilee Rossouw - David Wiese |

## Tour match
| 3. Juli Scorecard | Fatullah | BCB XI 99 (18)                       | – | South Africans 101-2 (12) |
|                   |          | South Africans gewinnt mit 8 Wickets |   |                           |

## Twenty20 Internationals

### Erstes Twenty20 in Dhaka
| 5. Juli Scorecard | Dhaka | Südafrika 148-4 (20)          | – | Bangladesch 96 (18.5) |
|                   |       | Südafrika gewinnt mit 52 Runs |   |                       |

### Zweites Twenty20 in Dhaka
| 7. Juli Scorecard | Dhaka | Südafrika 169-4 (20)          | – | Bangladesch 138 (19.2) |
|                   |       | Südafrika gewinnt mit 31 Runs |   |                        |

## One-Day Internationals

### Erstes ODI in Dhaka
| 10. Juli Scorecard | Dhaka | Bangladesch 160 (36.3/40)       | – | Südafrika 164-2 (31.1/40) |
|                    |       | Südafrika gewinnt mit 8 Wickets |   |                           |

### Zweites ODI in Dhaka
| 12. Juli Scorecard | Dhaka | Südafrika 162 (46)                | – | Bangladesch 162-3 (27.4) |
|                    |       | Bangladesch gewinnt mit 7 Wickets |   |                          |

Mit diesem Sieg sicherte sich Bangladesch die Teilnahme am ICC Champions Trophy 2017.

### Drittes ODI in Chittagong
| 15. Juli Scorecard | Chittagong | Südafrika 168-9 (40/40)                        | – | Bangladesch 170-1 (26.1/40) |
|                    |            | Bangladesch gewinnt mit 9 Wickets (D/L method) |   |                             |

## Tests

### Erster Test in Chittagong
| 21. – 25. Juli Scorecard | Chittagong | Südafrika 248 (83.4) & 61-0 (21.1) | – | Bangladesch 326 (116.1) |
|                          |            | Remis                              |   |                         |

### Zweiter Test in Dhaka
| 30. Juli – 3. August Scorecard | Dhaka | Bangladesch 246-8 (88.1) | – | Südafrika |
|                                |       | Remis                    |   |           |

## Statistiken
Die folgenden Cricketstatistiken wurden bei dieser Tour erzielt.
| Tests                | Tests       | Tests   | Tests   | Tests   | Tests   | Tests   | Tests   | Tests   |
| Batting              | Batting     | Batting | Batting | Batting | Batting | Batting | Batting | Batting |
| Spieler              | Mannschaft  | Spiele  | Innings | Runs    | Average | HS      | 100s    | 50s     |
| -------------------- | ----------- | ------- | ------- | ------- | ------- | ------- | ------- | ------- |
| Mohammad Mahmudullah | Bangladesch | 2       | 2       | 102     | 51,00   | 67      | 0       | 1       |
| Mushfiqur Rahim      | Bangladesch | 2       | 2       | 93      | 46,50   | 65      | 0       | 1       |
| Shakib Al Hasan      | Bangladesch | 2       | 2       | 82      | 41,00   | 47      | 0       | 0       |
| Dean Elgar           | Südafrika   | 2       | 2       | 75      | 75,00   | 47      | 0       | 0       |
| Stiaan van Zyl       | Südafrika   | 2       | 2       | 67      | 67,00   | 34      | 0       | 0       |
| Bowling              |             |         |         |         |         |         |         |         |
| Spieler              | Mannschaft  | Spiele  | Overs   | Wickets | Average | BBI     | 5W      | 10W     |
| Dale Steyn           | Südafrika   | 2       | 38.2    | 6       | 18,00   | 3/30    | 0       | 0       |
| Mustafizur Rahman    | Bangladesch | 2       | 22.4    | 4       | 14,50   | 4/37    | 0       | 0       |
| JP Duminy            | Südafrika   | 2       | 19      | 3       | 14,00   | 3/27    | 0       | 0       |
| Jubair Hossain       | Bangladesch | 2       | 16.1    | 3       | 19,33   | 3/53    | 0       | 0       |
| Simon Harmer         | Südafrika   | 2       | 58      | 3       | 60,33   | 3/105   | 0       | 0       |

| ODIs              | ODIs        | ODIs    | ODIs    | ODIs    | ODIs    | ODIs    | ODIs    | ODIs    |
| Batting           | Batting     | Batting | Batting | Batting | Batting | Batting | Batting | Batting |
| Spieler           | Mannschaft  | Spiele  | Innings | Runs    | Average | HS      | 100s    | 50s     |
| ----------------- | ----------- | ------- | ------- | ------- | ------- | ------- | ------- | ------- |
| Soumya Sarkar     | Bangladesch | 3       | 3       | 205     | 102,50  | 90      | 0       | 2       |
| Faf du Plessis    | Südafrika   | 3       | 3       | 110     | 55,00   | 63*     | 0       | 1       |
| Rilee Rossouw     | Südafrika   | 3       | 3       | 66      | 33,00   | 45*     | 0       | 0       |
| Tamim Iqbal       | Bangladesch | 3       | 3       | 66      | 33,00   | 61*     | 0       | 1       |
| JP Duminy         | Südafrika   | 3       | 2       | 64      | 32,00   | 51      | 0       | 1       |
| Bowling           |             |         |         |         |         |         |         |         |
| Spieler           | Mannschaft  | Spiele  | Overs   | Wickets | Average | BBI     | 5W      | 10W     |
| Kagiso Rabada     | Südafrika   | 3       | 21      | 8       | 12,75   | 6/16    | 1       | 0       |
| Mustafizur Rahman | Bangladesch | 3       | 24      | 5       | 15,40   | 3/38    | 0       | 0       |
| Rubel Hossain     | Bangladesch | 2       | 15      | 4       | 15,75   | 2/29    | 0       | 0       |
| Nasir Hossain     | Bangladesch | 3       | 23      | 4       | 21,00   | 3/26    | 0       | 0       |
| Mashrafe Mortaza  | Bangladesch | 3       | 16      | 3       | 27,33   | 1/17    | 0       | 0       |
| Shakib Al Hasan   | Bangladesch | 3       | 23      | 3       | 30,00   | 3/33    | 0       | 0       |

| Twenty20s       | Twenty20s   | Twenty20s | Twenty20s | Twenty20s | Twenty20s | Twenty20s | Twenty20s | Twenty20s |
| Batting         | Batting     | Batting   | Batting   | Batting   | Batting   | Batting   | Batting   | Batting   |
| Spieler         | Mannschaft  | Spiele    | Innings   | Runs      | Average   | HS        | 100s      | 50s       |
| --------------- | ----------- | --------- | --------- | --------- | --------- | --------- | --------- | --------- |
| Faf du Plessis  | Südafrika   | 2         | 2         | 95        | 95,00     | 79*       | 0         | 1         |
| Quinton de Kock | Südafrika   | 2         | 2         | 56        | 28,00     | 44        | 0         | 0         |
| Rilee Rossouw   | Südafrika   | 2         | 2         | 50        |           | 31*       | 0         | 0         |
| Soumya Sarkar   | Bangladesch | 2         | 2         | 44        | 22,00     | 37        | 0         | 0         |
| AB de Villiers  | Südafrika   | 2         | 2         | 42        | 21,00     | 40        | 0         | 0         |
| Bowling         |             |           |           |           |           |           |           |           |
| Spieler         | Mannschaft  | Spiele    | Overs     | Wickets   | Average   | BBI       | 5W        | 10W       |
| Kyle Abbott     | Südafrika   | 2         | 5.2       | 4         | 7,50      | 3/20      | 0         | 0         |
| Aaron Phangiso  | Südafrika   | 2         | 8         | 4         | 12,75     | 3/30      | 0         | 0         |
| Eddie Leie      | Südafrika   | 1         | 3         | 3         | 5,33      | 3/16      | 0         | 0         |
| Arafat Sunny    | Bangladesch | 2         | 7         | 3         | 16,66     | 2/19      | 0         | 0         |
| Nasir Hossain   | Bangladesch | 2         | 8         | 3         | 21,00     | 2/26      | 0         | 0         |

## Player of the Series
Als Player of the Series wurden die folgenden Spieler ausgezeichnet.
| Serie | Player of the Series |
| ----- | -------------------- |
| Test  | Dale Steyn           |
| ODI   | Soumya Sarkar        |
| T20   | Faf du Plessis       |

### Player of the Match
Als Player of the Match wurden die folgenden Spieler ausgezeichnet.
| Spiel   | Player of the Match |
| ------- | ------------------- |
| 1. T20  | Faf du Plessis      |
| 2. T20  | Eddie Leie          |
| 1. ODI  | Kagiso Rabada       |
| 2. ODI  | Soumya Sarkar       |
| 3. ODI  | Soumya Sarkar       |
| 1. Test | Mustafizur Rahman   |
| 2. Test | Mushfiqur Rahim     |